# Asteromorpha tenax
Asteromorpha tenax är en ormstjärneart som beskrevs av Baker 1980. Asteromorpha tenax ingår i släktet Asteromorpha och familjen Euryalidae. Inga underarter finns listade i Catalogue of Life.